# Bonawentura Gajewski
Bonawentura Gajewski herbu Ostoja (zm. po 1812) – komisarz cywilno-wojskowy powiatu kaliskiego, rotmistrz chorągwi 3. Brygady Kawalerii Narodowej do 1786 roku.